# 伯恩哈德·罗格
伯恩哈德·罗格（德語：Bernhard Rogge，1899年11月4日—1982年6月29日）是一名德国海军将领，以於第二次世界大战早期指挥武装商船在破交战中大胜而闻名。

## 早期
1899年，罗格生于石勒苏益格-荷尔斯泰因的一个改信新教的犹太家庭。1915年罗格进入公海舰队成为一名少尉，并在巡洋舰上服役。
一战之后德国没有那么多战舰可以使用，罗格就在若干轻巡洋舰和风帆训练舰上服役。期间曾经多次航行到太平洋，造访过巴拿马运河和阿拉斯加。1938年罗格成为了一艘新建的风帆训练舰艾尔伯特·里昂·斯拉格特号的舰长。罗格在这段时间积累了很多单船远航的经验。加之德国有在一战时使用风帆武装商船取胜的旧事，为他日后指挥武装商船远航留下伏笔。

## 二战中
1939年12月19日，罗格被任命为新改装的武装商船（德国称为辅助巡洋舰）亚特兰蒂斯号的舰长。1940年3月31日亚特兰蒂斯号驶离德国开始自己的远航。他的目标是伪装成商船消灭大西洋上的盟军货船。
亚特兰蒂斯号起初伪装成苏联货船克里木号，之后又伪装成日本货船花水丸号。罗格对船只的伪装非常有效，他通过在船上喷涂镰刀斧头标志和日本国际航运公司的标志来给周围的船只留下深刻的印象。他甚至要求船员扮成俄国人和日本人，并尝试使用俄语和日语发号施令。
1940年5月3日，罗格终于获得了自己的第一个战果。他击沉了英国商船科学家号（The Scientist）。之后罗格的战舰在南大西洋和印度洋接连发威，连续击沉了大量英国和挪威的货船。由于手法巧妙，英国一直不知是什么船只导致自己的货船损失。1940年底罗格还考察了南极的新士瓦本和凯尔盖朗群岛。在这里一名船员因为意外而身亡。1941年底罗格接到命令返回大西洋以接替刚被击沉的战列舰俾斯麦号。罗格选择了绕行南太平洋的航线，并在这里获得了更多战果。罗格还曾经从被俘的英国船只SS Automedon上获得了关于英国在远东部署的机密文件。
罗格的袭击行为非常人道。他会努力营救敌船的落水者，并在俘虏之后善待。其中包括1941年误伤的埃及邮轮扎姆扎姆号（Zamzam）。当他发现误伤了客船之后立刻救下了扎姆扎姆号上的202人，并将他们妥善送到法国。船上成员中恰好有一名美国财富杂志的记者和一名生活周刊的记者。罗格没有阻止他们对船上的生活进行记录。两名记者回国后将他们的经历报导，使得罗格的行动遭到暴露。
1941年11月13日，亚特兰蒂斯号在阿森松岛附近遭遇追索他已久的英国重巡洋舰德文郡号（HMS Devonshire）。亚特兰蒂斯号根本不是对手，旋即被击沉。罗格和他的船员幸存下来，并被周围的德国潜艇救回德国。
亚特兰蒂斯号最终在海上执行了622天的任务，总航程102000海里，击沉和俘虏了22艘船只，总吨位14万吨。这也是德国武装商船在二战中的第二好纪录。
由于指挥辅助巡洋舰的出色表现，罗格在1942年获得了钻石护卫巡洋舰勋章。他也是获得这枚勋章的唯一一人。此外他还获得了橡叶骑士铁十字勋章。之后他主要在海军里从事训练工作，并在1942年参与了海峡冲刺行动的指挥，以及1945年的汉尼拔行动，率舰队从库尔兰撤出了大量平民。

## 战后
战后，罗格是少数没有被捕的德国将军之一。因为他在指挥亚特兰蒂斯号时的行为在盟军那里得到了很好的口碑。但他被一个德国法庭起诉，因为他在战争期间枪毙了几个逃兵。最后他被判无罪。1957年罗格返回西德海军服役，并最终以少将军衔退役。

## 犹太人身份
值得注意的是，罗格出生于一个犹太人家庭。尽管他从父辈起已经改信路德宗，自己也是虔诚的教徒，他的出身依然在纳粹迫害犹太人之后为他带来麻烦。1935年他透過關係取得德国血统证明以保全家庭。但事败后，他的家人依然死于大屠杀。而他自己的性命则被海軍元帥卡尔·邓尼茨保住。

## 著作
- 回忆录《德国袭击舰亚特兰蒂斯号》（German Raider Atlantis，又名Under Ten Flags）